# 小中站
小中站（日语：／ Konaka eki */?）是位於群馬縣綠市東町小中，屬於渡良瀨溪谷鐵道的渡良瀨溪谷線車站。車站編號為WK11。

## 歷史
- 1912年（大正元年）12月31日 - 足尾鐵道車站啟用[2]。
- 1918年（大正7年）6月1日 - 足尾鐵道國有化，同日升級至車站，成為國有鐵道足尾線車站。
- 1987年（昭和62年）4月1日 - 伴隨國鐵分割民營化，車站由東日本旅客鐵道（JR東日本）營運[3]。
- 1989年（平成元年）3月29日 - 足尾線由渡良瀨溪谷鐵道接管，成為渡良瀨溪谷線車站。

## 車站構造
此站是地面車站，設有1面1線的單式月台。站內設有候車室和廁所。本站的停車場位於國道122號小中交通燈往桐生一方50米處的左手邊。車站處設有迷你水車。在國道入口處設有資訊板。

## 使用狀況
大部分乘客都是當地居民，也有前往渡良瀨川的釣客。此站最接近小中大瀑布，遠足客會在此站下車前往該處，但是由於步行至該處需要一段時間，因此會選擇轉乘的士或巴士。
| 1日上下車人次變化 | 1日上下車人次變化 |
| 年度              | 1日平均人次       |
| ----------------- | ----------------- |
| 2011年            | 46                |
| 2012年            | 50                |
| 2013年            | 46                |
| 2014年            | 41                |
| 2015年            | 37                |

## 車站周邊
- 國道122號

## 巴士路線
最近的巴士站是「小中橋」巴士站。
| 乘車處       | 系統                       | 主要途經 | 目的地 | 巴士公司       | 備註   |
| ------------ | -------------------------- | -------- | ------ | -------------- | ------ |
|              | 花輪線                     | 大曲     | 花輪站 | 赤城觀光自動車 | 1日1班 |
| 二區集會所線 | 二區集會所、花小橋、小中橋 | 神戶站   | 1日1班 | 赤城觀光自動車 |        |
|              | 小中線                     | 花小橋   | 追付橋 | 赤城觀光自動車 | 1日1班 |
|              |                            | 改善中心 | 神戶站 | 赤城觀光自動車 |        |

## 相鄰車站
渡良瀨溪谷鐵道
■渡良瀨溪谷線
中野（WK10）－小中（WK11）－神戶（WK12）

## 注腳
1. 1 2  國土數値情報(不同車站上下車數據)  （页面存档备份，存于）（日語） - 國土交通省，2018年3月20日參閲
2. ↑  「私設鉄道運輸開始」『官報』1913年1月14日（國立國會圖書館數碼化收藏）
3. ↑  『交通年鑑 昭和63年版』 交通協力會，1988年3月。

## 外部連結
- 渡良瀨溪谷鐵道｜小中站 （页面存档备份，存于）（日語）